# Гойтемир Ауховський
Гойтемир, Гойтемир Ауховський (чеч. Гӏойтемир, Таьштемиран кӀант ГӀойтемир) — чеченський полководець, уродженець Ауха. Начальник кавалерії Імамата. У 1844—1847, 1850—1853 роках був наїбом Аухівського округу, вважався одним з кращих наїбів Шаміля. В 1870 Гойтемир загинув в одному з боїв в Червленной. Похований у селі Саясан. За національністю — чеченець.

## Кавказька війна

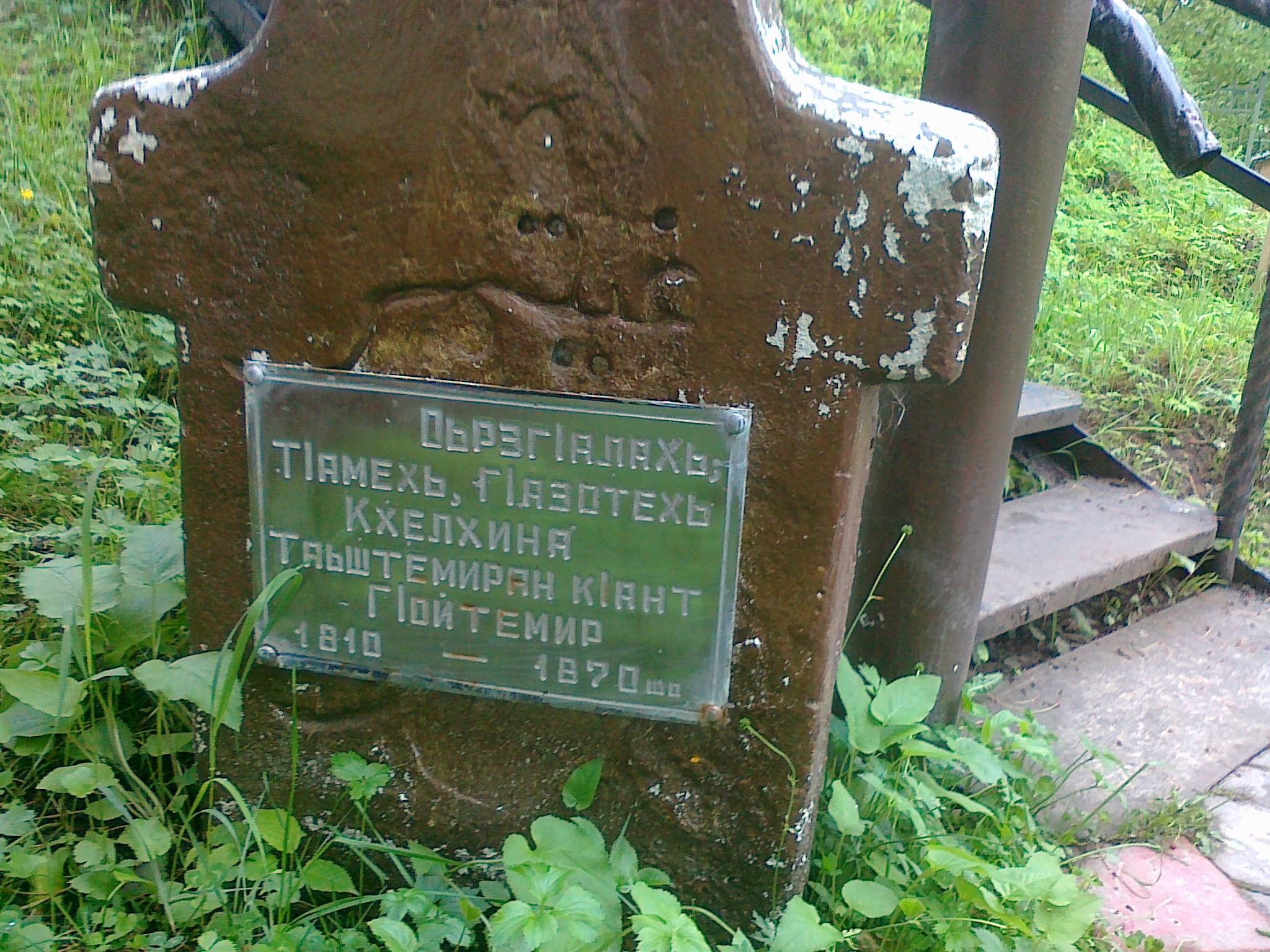
Могила Гойтемира Ауховського у Саясані

У 1851 році Хаджі-мурат у своїх свідченнях називав Гойтемира одним з кращих наїбів імама Шаміля. Хронологічний журнал військових дій на лівому фланзі Кавказької лінії з 23 травня по 6 червня 1846 року відзначав інтенсивні дії наїба Гойтемира в районі Амір-Аджі-юрта, Умахан-юрта, де російські війська зазнали значних втрат під час наступальних дій амірівців.
19-27 квітня 1846 року Гойтемир брав участь у бою з загонами генерал-лейтенанта Лабінцева на річці Яриксу.
Також здійснював рейди на Хасавюрт і на фортецю Внєзапная.
У ніч із 19 на 20 1846 року Гойтемир Ауховський, не знаючи ще, що у Ярик-су перебувають російські війська, зібрав загін з наміром відбити худобу в байрам-аульців чи бата-юртовців. У ньому було 300 кінних, до 600 піших горян і одна гармата. О 8-й годині ранку Гойтемир Ауховський побачив російський табір. Після кількох гарматних пострілів, з одного й іншого боку, Гойтемирові повідомили, що дві роти російської піхоти без зброї прямують до річки Ярик-су. Залишивши перед табором піхоту, Гойтемир зі всією кавалерією та гарматою атакував дві російські роти. Проте, російни, незважаючи на 8 гранат, пущених до них, зустріли чеченців опором.
Тим часом підполковник Тіммерман, бачачи, що Гойтемир Ауховський зробив напад на російську колону, залишивши в таборі дві роти при одній гарматі, направив одну роту і сотню козаків зі зброєю на допомогу колоні. У цей час штобс-капітан Рудонівський, який був у прикритті фуражирів, відправивши обоз назад до фортеці Внєзапная, також висунувся на допомогу атакованим російським ротам. Помітивши, що з усіх боків збігаються російські війська, Гойтемир швидко пішов у ліси.
25 травня для прикриття вирубки лісу правому березі річки Ярик-су було вислано з табору батальйон піхоти. О 9-й годині ранку по обидва боки річки з'явилися горяни; зав'язавши правому березі перестрілку з батальйоном. З лівого боку проти табору Гойтемир висунув гармату. Батальйон повернувся на позицію. Гойтемир, з'єднавши весь загін на правому березі, висунув піхоту з гарматою проти табору, в з кавалерією залишився на височині. У цей час з Чир-Юрта до Внєзапної прибув підполковник Косоротов зі зведеним батальйоном з двох рот Апшеронського та двох рот Дагестанського піхотних полків, сотнею козаків донського № 28 полку при двох гірських гарматах. Почувши постріли в таборі на річці Ярик-Су, підполковник Косоротов рушив туди. Гойтемир, помітивши акцію підполковника, всією масою рушив проти нього і за 6 верст від табору на Злодійській балці зав'язав з ним перестрілку. Підполковник Тіммерман водночас вислав із табору три роти єгерського полка ген. ад'ют. кн. Чернишова з однією гарматою під командою капітана Кириленка.
Щоб мати можливість мати всю пересувну артилерію при русі військ, генерал-майор Козловський зробив наказ, щоб із Внєзапної до табору були доставлені фортечні гармати: напівпудовий єдиноріг, 12-ти фунтова гармата, двопудова мортира і кегернова морка.
Гойтемир розташувався в Аджи-Гірей-Юрті, трохи більше 4 верст від російського табору правому березі Ярик-Су і постійно робив атаки, то табір, то колони. Пославши в Баташ-Юрт за двома гарматами Донської козацької № 1 батареї, та в очікуванні артилерії та снарядів з Внєзапної Козловський зранку висунув піхоту на позицію та зайнявся вирубуванням лісу. Аухівці вели зав'язали перестрілку з козацькими пікетами. Близько полудня близько ста кінноти горян збили російські пікети. Козловський висунув із табору 9 рот єгерського полка з трьома гарматами. Тиск кінних горян посилювався, і тим часом, як вони бавилися перестрілкою з російським пішим ланцюгом, Козловський збудував за піхотою козаків двома ешелонами, приєднавши до козаків гармату Донської № 1 батареї, що щойно прибули до табору. Генерал-майор Козловський повів козаків в атаку, наказавши піхоті їх підтримати. Військовий старшина Донського козачого 28 полку Бірюков на чолі з першим ешелоном вискочив на останній уступ до Аджи-Гірей-Юрта і несподівано став над табором Гойтемира; другий ешелон з гарматою було зупинено на іншому уступі.
Свіжа кіннота горян прийняла втікачів, їх піхота швидко кинулася займати ліси та яри у фланзі козаків. Козловський наказав першому ешелону відступити. Гряни насідали на відступаючих. На другому уступі піхота росіян здалася. Тоді Козловський наказав підполковнику Тіммерману з однією колоною зайняти ліву висоту, а капітану Кириленку з іншою колоною, що була на тому уступі, де стояв другий ешелон козаків, піти на підкріплення відступаючим.
Гойтемир скориставшись порізаною місцевістю та перелісками, наказав своїй піхоті забігати у фланги і в тил, ймовірно очікуючи, що й піхота стане відступати. Але генерал-майор Козловський, зібравши і влаштувавши козаків за піхотою і приєднавши до себе дві роти Подільського єгерського полку, що прибули з Внєзапної з гарнізонною артилерією та снарядами, провів спільну атаку. За чверть години вже на полі битви не залишилося жодного ворога. Значок Гойтемира та 20 трупів залишились у руках окупантів.
Гойтемир один без усякої допомоги втікав від кумиків та козаків по лівому березі Ярик-су. Його кінь виніс його, і він врятувався. Піші аухівці, що так зухвало забігали у фланги росіян, були частиною порубані козаками, частиною багнетами скинуті з урвищ. В Аджі-Гірей-Юрті знайдено запас чуреків, балагани та запалені саклі.

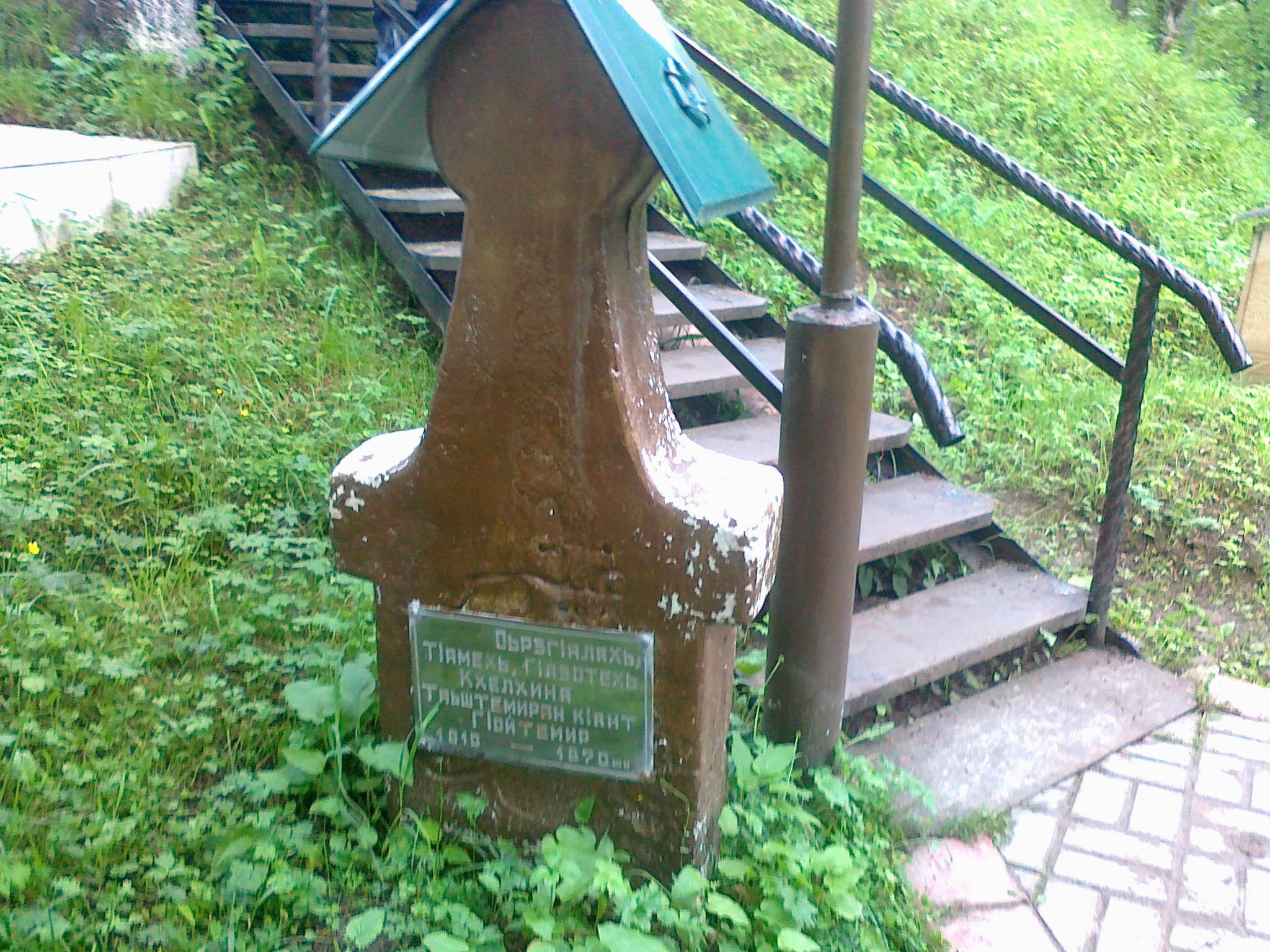
Надмогильний камінь Гойтемира Ауховського у Саясані

Після поразки при Аджи-Гірей-Юрті Гойтемир запрошував Талгіка, Саїбдулу та Атабая зібрати загони і прибути до нього, але отримавши відмову, подався до Шаміля, і ніби Шаміль наказав негайно всім зібратися, оголосивши при цьому, що він сам прибуде в Аух.
25 травня 1846 року, Гойтемир прибув район річки Ярик-су, тим часом частини російських військ на чолі з підполковником Косоротовим зайняли фортецю Внєзапная.
Зіткнення з мюридами сталося у Злодійській балці. Через те, що до Косоротова поспішала допомога, Гойтемир відступив у гори.
В одному з боїв з загоном Козловського, Гойтемир звернувся до своїх сусідніх наїбів Талгіка, Атабая та Саїбдула за допомогою, але так її і не дочекався, тому що останні відмовили йому в цьому. Однак відомо, що сам Шаміль наказав їм допомогти Гойтеміру, і сам обіцяв висунутись на допомогу з військами з Дагестану, але теж не прийшов Гойтемиру на допомогу.
У Східній Чечні — Аусі по річці Акташ існувало укріплення Гойтемирівської брами (чеч. Гӏойтемаран ков), побудоване наїбом Гойтеміром Ауховським.

## Пам'ять
На середину 1994 р. у столиці Чеченської Республіки Ічкерія з'явилася вулиця, названа на честь наїба Гойтемира Ауховського (Наіб Гӏойтамаран Урам).